# زمرة متعامدة
في الرياضيات، زمرة متعامدة (بالإنجليزية: Orthogonal group)‏ بُعدها هو n، هي زمرة التحويلات المحافظة على المسافة في الفضاء الإقليدي اللائي يحافظن على نقطة ثابتة معينة. العملية المعرِّفة لهذه الزمرة هي تركيب التحويلات. يرمز إليها ب O(n).
الزمرة المتعامدة بالنسبة للأعداد الحقيقة يمكن كتابتها بشكل عام ك:
{\displaystyle O(n,\mathbb {R} )=\{A\in \mathbb {R^{n\times n}} ,A^{T}A=AA^{T}=I\}}
انظر إلى مصفوفة متعامدة وإلى مصفوفة قابلة للعكس وإلى منقولة مصفوفة.
هناك أيضا زمرة جزيئية من الزمرة المتعامدة مهمة أيضا في الفيزياء، ويطلق عليها الزمرة المتعامدة الخاصة (Special Orthogonal Group) و يرمز لها ب {\displaystyle SO(n)} و تمثل بالنسبة للأعداد الحقيقية مجموعة المصفوفات المتعادمة التدويرية، التي تقوم بتدوير أي متجه في الفضاء الإقليدي بزاوية معينة دون تغيير طوله:
{\displaystyle SO(n,\mathbb {R} )=\{{A\in \mathbb {R} ^{n\times n},\det A=1}\}}

## في الفضاء الإقليدي
الزمرة المتعامدة O(n) هي الزمرة الجزئية من زمرة خطية عامة GL(n, R) والمكونة من التشاكلات الداخلية اللائي يحافظن على المعيار الإقليدي، أي أنها زمرة التشاكلات الداخلية g حيث : {\displaystyle \|g(x)\|=\|x\|.}.

## وصلات خارجية
1. ↑  Classical Mathematical Physics - Dynamical Systems and Field | Walter Thirring | Springer (بالإنجليزية). Archived from the original on 2018-02-19.